# Back Bay (MBTA-Station)

Der Bahnhof Back Bay befindet sich an der Adresse 145 Dartmouth Street im gleichnamigen Stadtteil der Stadt Boston im Bundesstaat Massachusetts der Vereinigten Staaten. Das heute genutzte Gebäude wurde vom Architekturbüro Kallmann McKinnell & Wood entworfen.
Die Station wird im Schienenpersonenfernverkehr von Zügen der Amtrak (Acela Express, Lake Shore Limited und Northeast Regional) bzw. im Schienenpersonennahverkehr von den Linien Providence/Stoughton, Framingham/Worcester, Needham und Franklin sowie durch die U-Bahn Orange Line der Massachusetts Bay Transportation Authority (MBTA) bedient. Ferner wird der Bahnhof von zwei Buslinien angefahren.

## Geschichte
Das heutige Gebäude wurde am 4. Mai 1987 im Zuge des Southwest Corridor-Projekts der Orange Line eröffnet und wurde vom damaligen Gouverneur Michael Dukakis eingeweiht. Der Neubau ersetzte das 1899 erstmals errichtete und 1929 neu gebaute ältere Bauwerk gleichen Namens der ehemaligen New York, New Haven and Hartford Railroad. Einige Überreste können noch heute am östlichen Ende des Gebäudes gefunden werden, darunter ein Stein mit eingemeißeltem Schriftzug, der in die Ziegelsteinmauer integriert wurde.

## Luftqualität

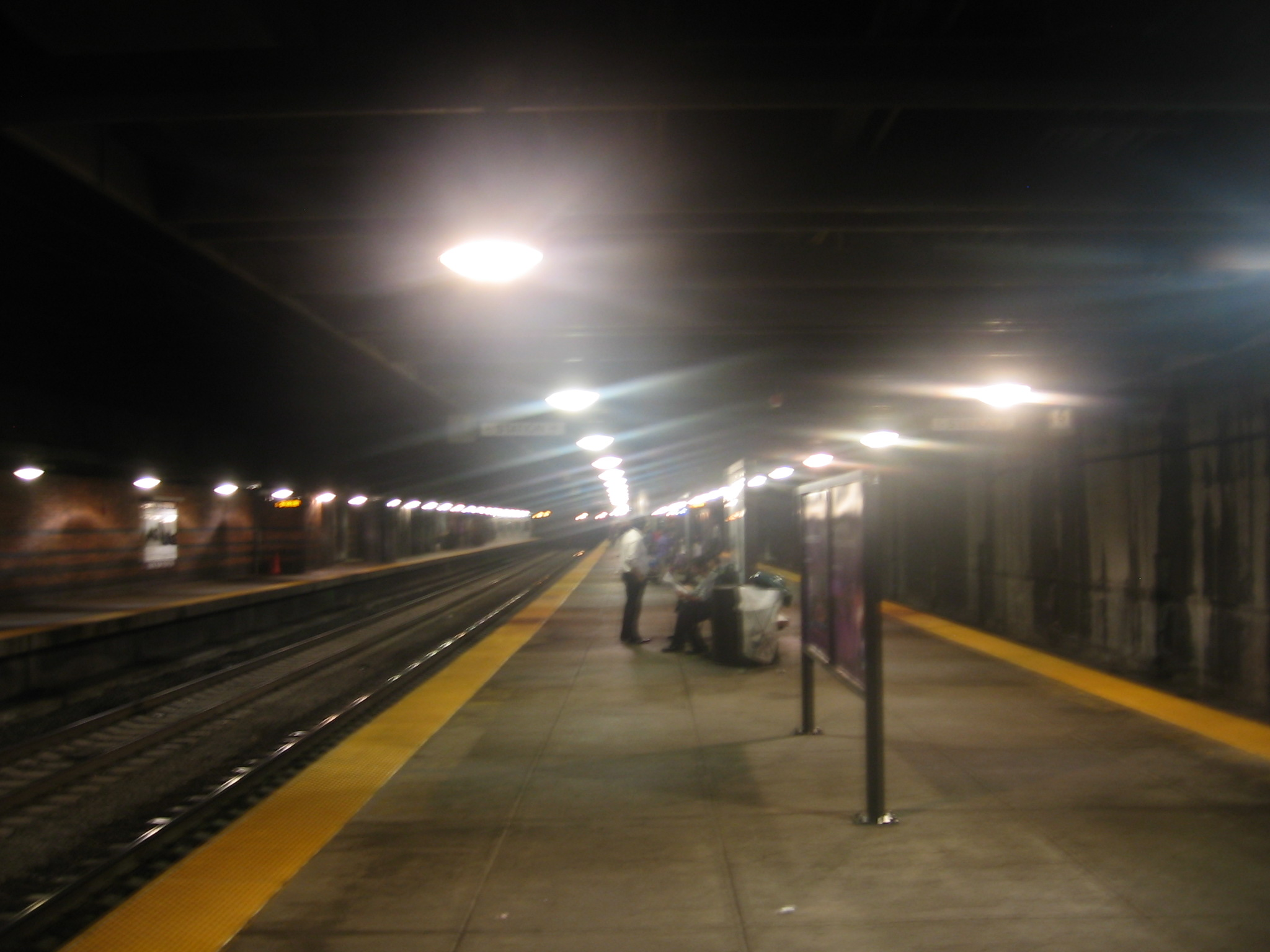
Auf diesem Mittelbahnsteig des Bahnhofs ist zu sehen, dass Gase in der Luft Halos um die Deckenlampen herum verursachen.

Der Bahnhof litt lange Zeit unter einer sehr schlechten Luftqualität, und es gab die offizielle Empfehlung für Personen mit Lungenproblemen, den Bahnhof zu meiden. In den Jahren 2006 und 2008 durchgeführte Studien zeigten, dass „die Luftqualität um ein Vielfaches unter den üblichen Standards“ lag, was vorwiegend auf nicht abgeleitete Diesel-Abgase und Ruß zurückgeführt wurde. Die meisten der Bahnsteige sind vollständig überdacht und umbaut, so dass Abgase nicht schnell genug nach außen gelangen können. Bereits frühere Untersuchungen hatten erhöhte Konzentrationen von Kohlenstoffmonoxid, Formaldehyd, Rußpartikeln und Stickoxiden festgestellt, zugleich jedoch darauf hingewiesen, dass es für Innenbereiche öffentlicher Gebäude keine einzuhaltenden Standards gebe. Aufgrund mangelnder Finanzmittel, die eine Verbesserung des Belüftungssystems nicht erlaubten, beschränkte sich die MBTA auf kleinere Veränderungen im Taktfahrplan und eine intensivere Wartung der Dieselmotoren der Lokomotiven.
Erst im Jahr 2010 gab die MBTA bekannt, dass sie mit einer Investition von 3 Millionen US-Dollar die Belüftung in der Lobby verbessern wolle. Das Geld dafür wurde vom Bundesstaat Massachusetts aus dem American Recovery and Reinvestment Act bereitgestellt. Die Arbeiten sollen planmäßig im Jahr 2012 abgeschlossen sein.

## Bahnanlagen

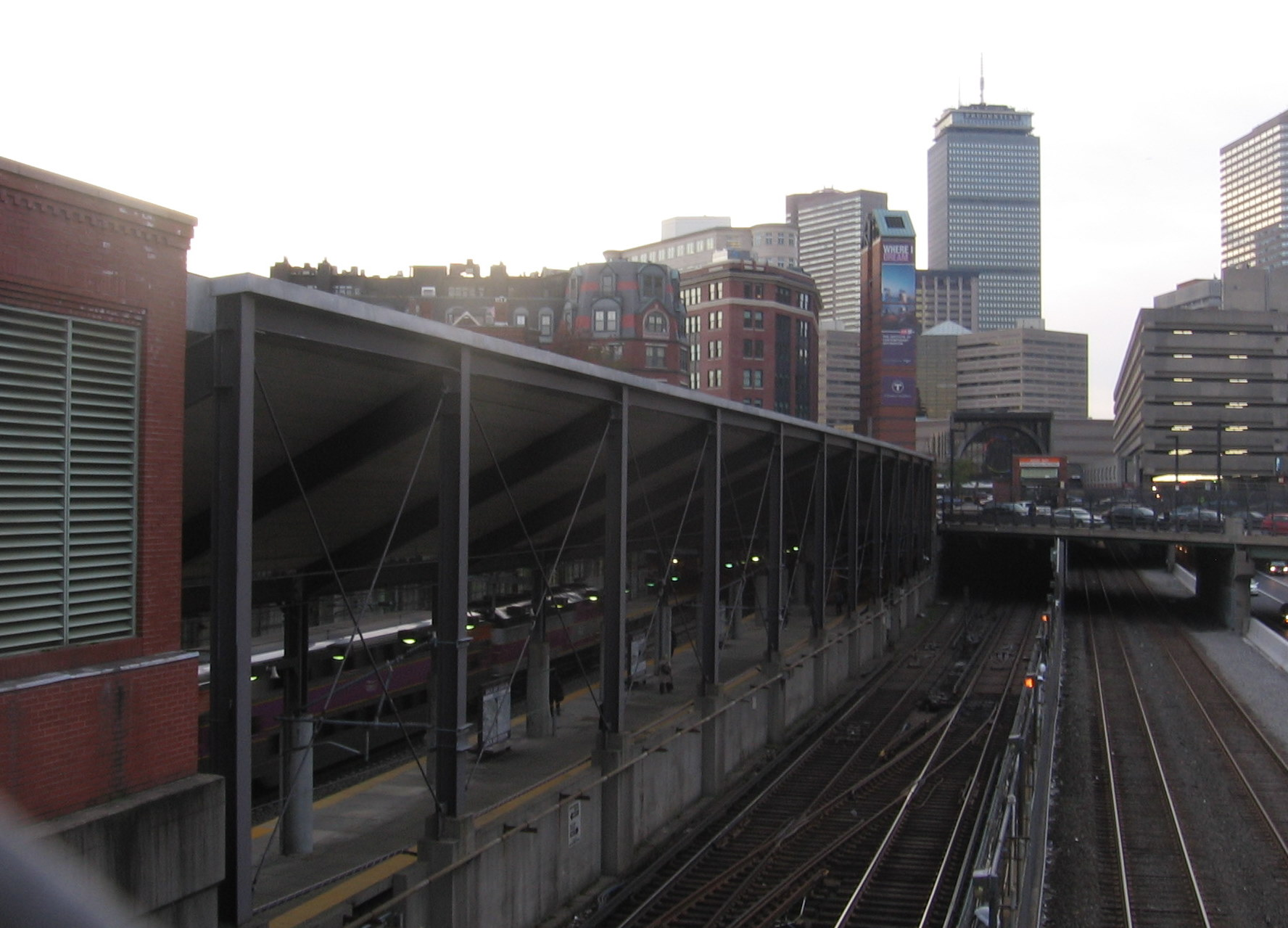
Der Bahnhof von der Berkeley Street aus in Richtung Westen gesehen. V. l. n. r.: Gleise 2, 1 und 3; Schienen der Orange Line mit Stromschiene; Gleise 5 und 7.

### Gleis-, Signal- und Sicherungsanlagen
Der Bahnhof verfügt über insgesamt sieben Gleise und vier Bahnsteige, von denen drei als Mittelbahnsteig und einer als Seitenbahnsteig ausgeführt sind. Die Gleise 1, 2 und 3 bedienen den Acela Express und den Northeast Regional der Amtrak sowie die Strecken Needham, Franklin und Providence der MBTA. Auf den Gleisen 5 und 7 halten die Züge der Bahnstrecke Boston–Worcester und des Lake Shore Limited. Die beiden Gleise der Orange Line befinden sich zwischen diesen beiden Gruppen.

### Gebäude
Das gesamte Bahnhofsgebäude ist barrierefrei zugänglich. Die Bahnsteige der Verbindungen nach Framingham/Worcester sowie des Lake Shore Limited sind jedoch nur in einem verkürzten Teilbereich barrierefrei ausgebaut, so dass ggf. nicht jeder Waggon zugänglich ist.
Im Rahmen des Arts-on-the-Line-Projektes der MBTA wurde in der Station das Kunstwerk „Neon for Back Bay Station“ von Stephen Antonakos installiert. Es besteht aus drei mehrfarbigen Neon-Skulpturen, die an den Eingängen über Kopfhöhe angebracht sind. Außerhalb der Station befinden sich darüber hinaus zwei Granit-Säulen („Counterpoint“ von Jane Barnes und „If My Boundary Stops Here“ von Ruth Whitman) mit eingravierten Texten.

## Umfeld

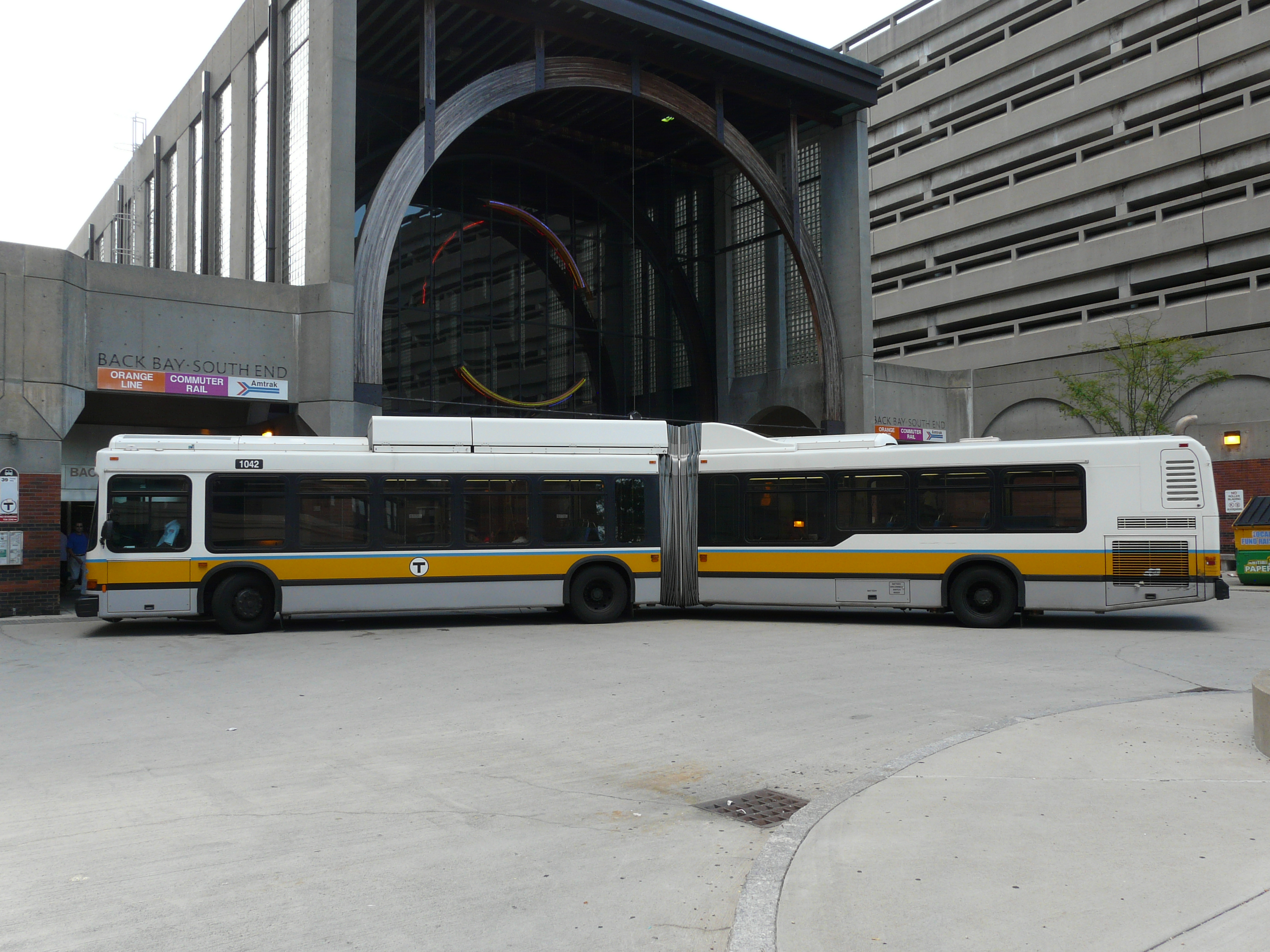
Ein Bus am Hintereingang der Station Back Bay

Der Bahnhof wird von zwei Buslinien der MBTA bedient. Die Haltestelle befindet sich auf der Rückseite des Gebäudes. Neben den Haupteingängen führen diverse Notausgänge von den Bahnsteigen zur Dartmouth Street, Clarendon Street und Columbus Avenue. Die Unterführung zur Dartmouth Street verbindet dabei das Einkaufszentrum Copley Place mit dem Bahnhofsgebäude.